# Dragan Šolak
Dragan Šolak (Vrbas, 30 marzo 1980) è uno scacchista serbo naturalizzato turco.
Ha conseguito il titolo di Grande Maestro nel 2001.
Nel dicembre del 2011 si è trasferito in Turchia e da allora gioca per la Federazione turca in tutte le competizioni.

## Principali risultati
Ha vinto due volte il campionato turco: nel 2012 e 2013.
Ha partecipato a cinque Olimpiadi degli scacchi: nel 2000 e 2004 con la Jugoslavia, nel 2008 con la Serbia, nel 2012 e 2014 con la Turchia, ottenendo complessivamente il 53,7% dei punti.
Nel 2002 è stato 1°-3° con Vladimir Tukmakov e Andrei Sokolov nel torneo Hilton Open di Basilea; in giugno 2014 è stato terzo, dietro a Axel Bachmann e Tigran L. Petrosian, nel torneo di Golden Sands in Bulgaria.
Nell'aprile 2015 ha vinto l'Open di Dubai.
Ha partecipato alla Coppa del Mondo del 2015, venendo eliminato nel primo turno da Anton Korobov 0,5-1,5.
Ha raggiunto il suo massimo rating FIDE nel luglio del 2014, con 2639 punti Elo.